# Большая Пудица
Большая Пудица (Пудица, Верхняя Пудица) — река в Кимрском районе Тверской области России. Устье реки находится в 11 км от русла р. Волги по правому берегу (Угличское водохранилище, залив реки Медведицы). Длина реки составляет 50 км, площадь водосборного бассейна — 382 км².
До начала 2000-х была судоходна до пристани Неклюдово (5 км от устья). С 2003 года судоходство закрыто, обстановка (бакены) не выставляются.

## Данные водного реестра
По данным государственного водного реестра России, относится к Верхневолжскому бассейновому округу. Речной бассейн — (Верхняя) Волга до Куйбышевского водохранилища (без бассейна Оки), речной подбассейн — бассейны притоков (Верхней) Волги до Рыбинского водохранилища, водохозяйственный участок — Волга от Иваньковского гидроузла до Угличского гидроузла (Угличское водохранилище).